# 保杜斯费鲁斯
保杜斯费鲁斯（葡萄牙語：Pau dos Ferros）是巴西北大河州的一个市镇。总面积259.96平方公里，总人口27663人，人口密度106.4人/平方公里。